# پل بهمنشیر آبادان ایستگاه هفت
پل بهمنشیرآبادان ایستگاه هفت مربوط به دوره پهلوی اول است و در آبادان، میدان ایستگاه هفت واقع شده و این اثر در تاریخ ۱۹ اسفند ۱۳۸۰ با شمارهٔ ثبت ۵۰۰۲ به‌عنوان یکی از آثار ملی ایران به ثبت رسیده است.